# Philémon et Baucis
Pour les articles homonymes, voir Philémon et Baucis (homonymie).

Philémon et Baucis, par Adam Elsheimer (1600).

Dans la mythologie grecque, Philémon et Baucis sont un couple de vieillards phrygiens qui offrent l'hospitalité à Zeus et à son fils Hermès, et qui sont transformés en arbres à leur mort selon leur souhait. 

## Légende
Leur histoire ne nous est connue que par Les Métamorphoses d'Ovide : Zeus et Hermès (Jupiter et Mercure), sous les traits de mortels, « frappent à mille portes, demandant partout l'hospitalité ; et partout l'hospitalité leur est refusée. Une seule maison leur offre un asile ; c'est une cabane, humble assemblage de chaume et de roseaux. Là, Philémon et la pieuse Baucis, unis par un chaste hymen, ont vu s'écouler leurs plus beaux jours ; là, ils ont vieilli ensemble, supportant la pauvreté, et par leurs tendres soins, la rendant plus douce et plus légère. » 
La question de l'hospitalité des habitants est d'autant plus importante pour Hermès que celui-ci se doit de prendre sous sa protection tous les voyageurs cherchant logis, ainsi que les hôtes.
Le couple accueille chaleureusement les deux voyageurs et leur offre leurs dernières oies. Pour les récompenser de leur hospitalité, Zeus et Hermès leur demandent d'aller sur une montagne et les préservent d'un déluge dont ils inondent la contrée, punissant ainsi ses habitants inhospitaliers. Ils changent leur cabane en temple. Philémon et Baucis émettent le souhait d'en être les gardiens et de ne pas être séparés dans la mort. Zeus les exauce : ils vivent ainsi dans le temple jusqu'à leur ultime vieillesse et, à leur mort, ils sont changés en arbres qui mêlent leur feuillage, Philémon en chêne et Baucis en tilleul. Ovide fait ici l'éloge de la xenia sous la protection de Zeus Xénios et d'Athéna Xénia, et du mode de vie simple et sans excès, préconisé par le régime de l'empereur Auguste.

## Évocations artistiques
Symboles de l'amour conjugal, mais aussi de l'hospitalité et de la piété, Philémon et Baucis ont donné lieu à de nombreuses œuvres :
- À la Renaissance, Bramantino a peint la toile Filemone e Bauci (1485-1490), aujourd'hui exposée au musée Wallraf Richartz de Cologne.
- En 1600, le peintre allemand Adam Elsheimer a peint la toile Philemon und Baucis conservée à la Gemäldegalerie Alte Meister de Dresde.
- Pierre Paul Rubens a représenté le couple dans son Paysage avec Philémon et Baucis en 1620.
- Rembrandt a représenté le couple dans son Philémon et Baucis (1658).
- En 1693, Jean de La Fontaine a repris leur histoire pour en faire une fable intitulée Philémon et Baucis[2].
- Jonathan Swift a composé un poème intitulé The Metamorphosis of Baucis and Philemon[3]en 1709.
- Christoph Willibald Gluck a composé un opéra Bauci e Filemone, créé à Parme le 24 août 1769.
- Joseph Haydn a composé l'opéra pour marionnettes pour la cour du prince Nikolaus Esterhazy en 1773, Philémon et Baucis[4].
- Goethe : Philémon et Baucis sont des personnages apparaissant au Ve acte du Second Faust, 2e partie (1832, œuvre posthume). Goethe y fait aussi référence dans Les Affinités électives, deuxième partie, premier chapitre, quatrième paragraphe.
- Charles Gounod a composé un opéra-comique intitulé Philémon et Baucis (1860).
- Georges Denola a réalisé un court-métrage muet intitulé Philémon et Baucis (1911).
- Adolphe Dechenaud réalise une peinture Philémon et Baucis conservée au musée des Ursulines de Mâcon
- Ernst Jünger a écrit également un texte intitulé Philémon et Baucis.
- Dans les années 1930, Jean-Claude Fourneau a peint sur ce thème un tableau d'inspiration surréaliste, intitulé Philémon et Baucis.
- Dans le film Relaxe-toi chérie de 1964, un « syndrome Philémon et Baucis » est cité par le psychanalyste Kouglow (Jean-Pierre Marielle), pour illustrer l'harmonie régnant autour du couple François et Hélène (Fernandel et Sandra Milo).
- En 1981, le sculpteur Carl Andre a réalisé deux sculptures en bois intitulées Philémon et Baucis, conservées dans la collection du Musée Kröller-Müller.
- en 1988, dans la chanson Sans ma barbe, François Corbier, avec jeu de mots, évoque le fait que Baucis aimait Philémon.
- En 1999, la 11e symphonie de Gloria Coates s'intitule Philemon und Baucis.
- En 2014, Christophe Honoré illustre ce mythe dans le film Métamorphoses.

## Source et études
- Ovide, Métamorphoses [détail des éditions] [lire en ligne] (VIII, 611-724).
- (de) M. Beller, Philemon und Baucis in der europäischen Literatur. Stoffgeschichte und Analyse, Carl Winter, Heidelberg, 1967.